# Gustav Wegner
Gustav Wegner, né le 4 janvier 1903 à Jarocin en province de Posnanie et mort le 7 juin 1942 à Taborki au front de l'Est, est un athlète allemand spécialiste du saut à la perche. Il est le premier champion d'Europe de sa discipline.

## Carrière

### Palmarès
| Date | Compétition           | Lieu  | Résultat | Performance |
| ---- | --------------------- | ----- | -------- | ----------- |
| 1934 | Championnats d'Europe | Turin | 1er      | 4,00 m      |

### Progression
| Performance | Lieu      | Date            | Note |
| ----------- | --------- | --------------- | ---- |
| 3,855 m     | Halle     | 29 juin 1929    | NR   |
| 3,995 m     | Wrocław   | 21 juillet 1929 | NR   |
| 4,055 m     | Wrocław   | 28 juin 1930    | NR   |
| 4,12 m      | Amsterdam | 28 juin 1931    | NR   |